# ソル・バンバ
スレイマン・「ソル」・バンバ （Souleymane "Sol" Bamba, 1985年1月13日 - 2024年8月31日）は、フランス・ヴァル＝ド＝マルヌ県イヴリー＝シュル＝セーヌ出身の元サッカー選手。現役時代のポジションはディフェンダー。

## 経歴

### クラブ
下部組織に所属していたパリ・サンジェルマンFCでプロとしてのキャリアをスタートさせるも、リーグ戦は1試合のみの出場に留まった。
2006年7月にダンファームリン・アスレティックFCに移籍。
2008年9月、ハイバーニアンFCに移籍。
2011年1月、チャンピオンシップのレスター・シティFCに移籍。
2012年6月、移籍金75万ポンドでトラブゾンスポルに移籍。
2014年8月、セリエAのUSチッタ・ディ・パレルモに移籍。
2015年6月、1月からレンタルで加入していたリーズ・ユナイテッドFCに完全移籍。
2016年10月、カーディフ・シティFCにフリーで加入。
2021年8月10日、ミドルズブラFCと1年契約を結んだ。
2024年8月30日、指導を担当していたチームの試合前に病気になり、その後31日にマニサの大学病院で亡くなった。39歳没。

### 代表
フランス生まれながら両親がコートジボワール出身のため、コートジボワール代表でのプレーを選んだ。ユース代表として2003 FIFAワールドユース選手権や北京オリンピック・サッカーに出場した。
2008年イスラエル代表との親善試合でコートジボワール代表デビューした。2009年1月7日の親善試合・ルワンダ戦で代表初ゴールを記録。

## 所属クラブ
- パリ・サンジェルマンFC 2004-2006
- ダンファームリン・アスレティックFC 2006-2008
- ハイバーニアンFC 2008-2011.1
- レスター・シティFC 2011.1-2012
- トラブゾンスポル・クラブ 2012-2014
- USチッタ・ディ・パレルモ 2014-2015

→ リーズ・ユナイテッドAFC 2015 (loan)
- リーズ・ユナイテッドAFC 2015-2016
- カーディフ・シティFC 2016-2021
- ミドルズブラFC 2021-2022

## 代表歴

### 出場大会
- コートジボワール代表
  - 2010 FIFAワールドカップ
  - 2014 FIFAワールドカップ

### 試合数
- 国際Aマッチ 49試合 2得点（2008年-2014年）[12]

| コートジボワール代表 | 国際Aマッチ | 国際Aマッチ |
| 年                   | 出場        | 得点        |
| -------------------- | ----------- | ----------- |
| 2008                 | 1           | 0           |
| 2009                 | 9           | 0           |
| 2010                 | 8           | 2           |
| 2011                 | 1           | 0           |
| 2012                 | 13          | 0           |
| 2013                 | 10          | 0           |
| 2014                 | 7           | 0           |
| 通算                 | 49          | 2           |

## タイトル
個人
- PFAチャンピオンシップ年間最優秀チーム賞 : 2018